# André Chéron
Pour les articles homonymes, voir Chéron.
Ne pas confondre avec l'acteur américain d'origine française André Cheron (1880-1952).
André Chéron (né le 25 septembre 1895 à Colombes[réf. nécessaire], mort le 12 septembre 1980 à Leysin), était un joueur d'échecs français, excellent théoricien des finales.

## Biographie et carrière
Chéron a vécu en Suisse et fut champion de France en 1926, 1927 et 1929. Il brilla également à l'olympiade d'échecs de Londres, en 1927, où il faisait partie de l'équipe de France, ainsi qu'au tournoi de La Haye en 1928 (championnat du monde amateur).
Gravement malade de la poitrine, il passa 20 ans en sanatorium (en particulier à Leysin). C'est alors qu'il rédigea son ouvrage en 4 volumes, Nouveau Traité complet d'échecs. La fin de partie (1923), qui eut plusieurs éditions en France. Il traite de toutes les finales pouvant arriver dans la pratique et contient aussi plus de 100 études composées par l'auteur. Le livre fut longtemps considéré comme l'ouvrage capital sur les finales ; dans les milieux échiquéens, on parlait simplement du Chéron.
En 1934, Chéron écrivit un autre livre traitant de questions théoriques sur les problèmes d'échecs (Les Échecs artistiques).
En 1940, il cosigna avec Émile Borel une Théorie mathématique du bridge à la portée de tous.
Entre 1952 et 1958, il publie son grand œuvre Lehr und Handbuch der Endspiele. L'ouvrage sera réédité (en allemand) entre 1960 et 1970.
En 1959, il a fait partie des cinq premiers problémistes qui ont reçu le titre de maître international pour la composition échiquéenne honoris causa, avant les premiers titres décernés à partir des points des Albums FIDE.
Il a tenu plusieurs rubriques « échecs » dans la presse helvétique (Le Temps, L'Illustration, Feuille d'avis de Lausanne (1929-1936), Gazette de Lausanne (1932-1934), Journal de Genève (de 1933 à sa mort) où il présente sommairement l'actualité échiquéenne et propose des études ou des problèmes.
André Chéron fut aussi un joueur et théoricien de bridge. Il a longtemps tenu la rubrique Bridge pour Le Temps et pour L’Illustration. Il est en outre l'auteur de deux livres de bridge parus en 1942 et 1948.

## Publications

### Œuvres en français
- André Chéron, La Fin de partie, Aigle, 1923
- André Chéron, Traité complet d'échecs, Bruxelles, 1927 Plus complet que la réédition de Paris en 1939 qui ne comporte pas la deuxième partie : " Théorie du milieu de partie" qui constituait le principal intérêt de l'ouvrage.
- André Chéron, Manuel d'échecs du débutant, Paris, 1928
- André Chéron, Initiation au problème d'échecs stratégique, Paris, 1930
- André Chéron, Les Échecs artistiques, Lausanne - Genève - ... , Librairie Payot & Cie, 1934
- André Chéron, Miniatures stratégiques françaises, Nancy - Strasbourg - Paris, 1936
- André Chéron, Traité complet d'échecs, Paris, 1939
- André Chéron, Nouveau manuel d'échecs du débutant, Paris : Payot, 1942 (1958)
- André Chéron, Les Échecs artistiques, Paris : Payot, 1957, réédition en 1971
- André Chéron, Le système Culbertson en quelques heures : bridge, Lausanne : Payot, 1942
- André Chéron, Les demandes de chelem : bridge, Lausanne : Payot, 1948

### Lehr und Handbuch der Endspieleen allemand
Les œuvres d'André Chéron ne sont plus disponibles aujourd'hui qu'en allemand (éditeur : Rattman).
- (de) André Chéron, Lehr- und Handbuch der Endspiele, Band 1 - Turm-Endspiele (2e édition), Leysin (Suisse) août 1960 (ISBN 3-88086-081-5)
- (de) André Chéron, Lehr- und Handbuch der Endspiele, Band 2 (2e édition), Leysin (Suisse) septembre 1964  (ISBN 3-88086-082-3)
- (de) André Chéron, Lehr- und Handbuch der Endspiele, Band 3 (2e édition), Leysin (Suisse) mars 1969  (ISBN 3-88086-083-1)
- (de) André Chéron, Lehr- und Handbuch der Endspiele, Band 4, Leysin (Suisse) mai 1970  (ISBN 3-88086-084-X)